# 482

## Догађаји
- Цар Зенон објављује едикт о унији (Хенотикон), у безуспешном настојању да ублажи одлуку донету на Халкидонском сабору (451) и разреши разлике између источне и западне цркве. Зенон жели да умири монофизитске цркве Египта, Палестине и Сирије из политичких разлога.
- Легендарно оснивање града Кијева, на обалама реке Дњепар.